# Nederlandse Spoorwegen

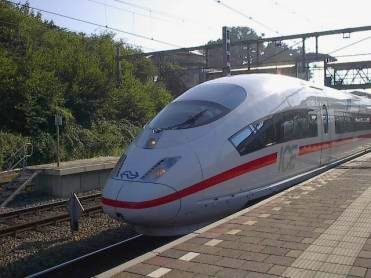
ICE 3 NS v Arnhemu

Nederlandse Spoorwegen (Nizozemské železnice), kód VKM NS, je hlavní – královstvím vlastněná – železniční společnost provozující osobní dopravu v Nizozemsku. Svoje vlaky (od regionálních až po vysokorychlostní ICE 3 a TGV Thalys) provozuje na tratích nizozemské národní společnosti spravující železniční infrastrukturu ProRail, která vznikla odčleněním od NS v r. 2003.

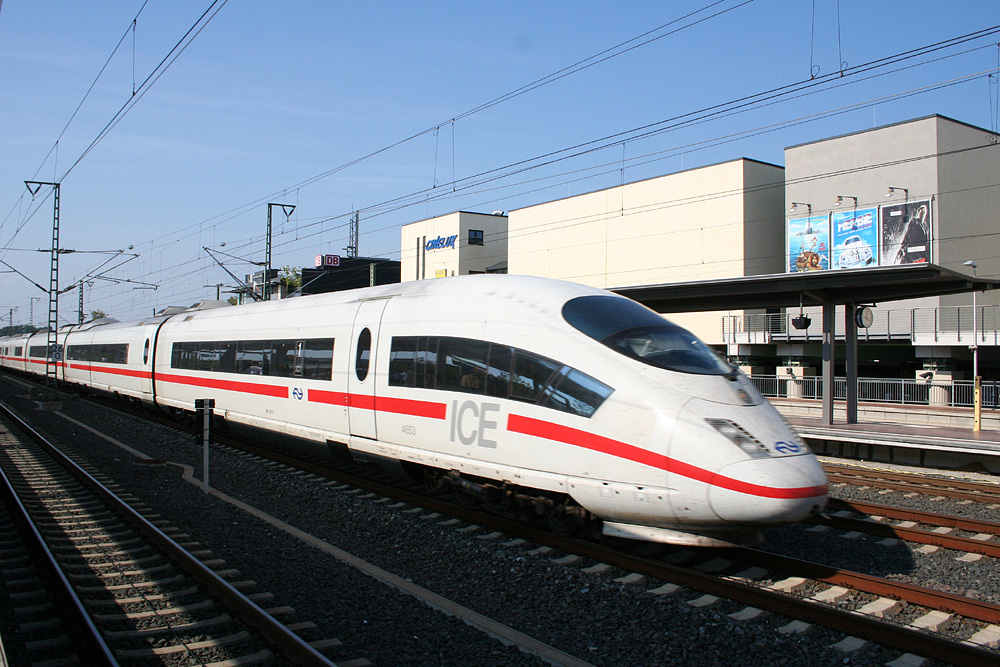
ICE 3 patřící Nederlandse Spoorwegen.